# Tiruchendur
Tiruchendur (o Tiruchchendur) è una suddivisione dell'India, classificata come town panchayat, di 29.330 abitanti, situata nel distretto di Thoothukudi, nello stato federato del Tamil Nadu. In base al numero di abitanti la città rientra nella classe III (da 20.000 a 49.999 persone).

## Geografia fisica
La città è situata a 8° 28' 60 N e 78° 7' 0 E al livello del mare.

## Società

### Evoluzione demografica
Al censimento del 2001 la popolazione di Tiruchendur assommava a 29.330 persone, delle quali 14.530 maschi e 14.800 femmine. I bambini di età inferiore o uguale ai sei anni assommavano a 3.460, dei quali 1.742 maschi e 1.718 femmine. Infine, coloro che erano in grado di saper almeno leggere e scrivere erano 23.044, dei quali 11.862 maschi e 11.182 femmine.